# Авіаудари 13 липня 2024 по Аль Мавасі
13 липня 2024 року ізраїльська авіація завдала серію авіаударів по району Аль-Мавасі поблизу Хан-Юніса в секторі Газа. Ізраїль заявив, що удар був спробою вбити військового командира ХАМАС Мохаммеда Дейфа, а також командира бригади Хамаса у Хан-Юнісі Рафу Саламу. 1 серпня 2024 року Ізраїль заявив, що підтвердив смерть Дейфа після оцінки розвідувальних даних, тоді як ХАМАС заявив, що Дейф все ще живий і назвав авіаудари «різаниною». Міністерство охорони здоров'я Гази повідомило, що щонайменше 90 палестинців були вбиті, серед них жінки і діти, а ще 289 отримали поранення.

## Місце атаки
Під час війни між Ізраїлем і ХАМАС багато цивільних осіб у Газі отримали наказ від Ізраїлю евакуюватися до гуманітарних безпечних зон. У грудні 2023 року Армія оборони Ізраїлю оголосила Аль-Мавасі гуманітарною безпечною зоною, але атакувала її у травні та червні 2024 року. За кілька тижнів до атак Ізраїль розширив «безпечну зону» на частину Хан-Юніса.
Армія оборони Ізраїлю заявила, що має розвідувальні дані про те, що Мохаммед Дейф і інший командир ХАМАСу Рафа Салама знаходяться в «комплексі», що межує з безпечною зоною Аль-Мавасі. Мохаммед Дейф відомий тим, що ухилявся від численних замахів з боку Ізраїлю. Вважається, що Дейф був одним з натхненників та організаторів нападу ХАМАС на південь Ізраїлю 7 жовтня 2023 року, який спровокував нинішнє загострення війни в Газі.
Представник ЦАХАЛу заявив: «Якщо керівництво ХАМАС думає, що вони побудують комплекс і сховаються в ньому в районі, куди ми закликали їх [цивільних осіб] переїхати, ми не припинемо полювати на них». Кореспондент «Al Jazeera» Хамда Салхут заявив, що ізраїльські сили «зазвичай» стверджують, що цивільні особи використовуються ХАМАСом як живий щит, щоб уникнути знищення".

## Авіаудари
Під час операції атакувалися райони, що не входять до гуманітарної зони Аль-Мавасі. Цілями ізраїльської атаки були об'єкт, де перебували високопосадовці ХАМАСу, і водоочисне підприємство в цьому районі, а також окремий будинок, розташований на деякій відстані, а не в наметовому містечку. Армія оборони Ізраїлю заявила, що атакувала Мохаммеда Дейфа щонайменше п'ятьма високоточними ракетами.
Ґрунтуючись на відео та фотографіях, Нью-Йорк таймс дійшло висновку, що було завдано два авіаудари — перший влучив у будівлю та залишив кратер заввишки 60 футів, схожий на 2000-фунтову бомбу. Після того, як кілька ізраїльських боєприпасів влучили у територію вілли в районі Аль-Мавасі в суботу вранці, принаймні одна додаткова менша ракета влучила в жваву вулицю за межами комплексу, коли там почали працювати працівники екстрених служб. Вона вибухнула прямо перед двома автомобілями, на яких було чітко позначено, що вони належать Службі екстрених служб Цивільної оборони Гази, розпорошивши їх осколками та, мабуть, убивши та поранивши перших реагуючих. Ізраїльські військові заявили, що «такі цілі ХАМАСу є настільки необхідними з військової точки зору, що будь-які втрати серед цивільного населення вважаються пропорційними».
Згідно з Волл-стріт джорнел, ЦАХАЛ скинув на Аль-Мавасі вісім 2000-фунтових бомб. Принаймні одна з бомб, використаних у атаці, була виготовлена в Сполучених Штатах.
За словами місцевого кореспондента Al Jazeera, військові літаки вдарили по Аль-Мавасі «п'ятьма бомбами і п'ятьма ракетами».
Атака була розділеа на чотири фази: 
- Перший крок: пошкодження частини будівлі, де розвідка вважала, що перебували Мухаммед Даф і Рафа Салама.
- Другий крок: запуск ракети, яка знищила всю будівлю.
- Третій крок: створення поясу вогню навколо території, щоб запобігти прибуттю сил допомоги та допомоги.
- Крок четвертий: запуск бункерної ракети, яка влучила в підземний комплекс, куди, можливо, намагався втекти Даф.

### Доля Дейфа і Салами
ЦАХАЛ підтвердив, що Салама був убитий через день після удару. ХАМАС не підтвердив цю інформацію. 1 серпня ЦАХАЛ повідомив, що підтвердив, що Дейф також був убитий під час удару разом з «іншими терористами» після дорозвідки. ХАМАС не підтвердив і не спростував ці повідомлення.
ХАМАС відкинув заяви Армії оборони Ізраїлю про те, що вона нападала на її лідерів, назвавши їх «неправдивими звинуваченнями», які мали на меті «приховати масштаби жахливої різанини».
Як повідомляє саудівський телеканал Al-Hadath, Рафа Салама загинув під час удару, а Дейф був важко поранений. Згідно з ізраїльськими джерелами та джерелами ХАМАС, атака на Аль-Мавасі вплинула на переговори про припинення вогню, але вони все ще тривали.